# Łokomotiw Petersburg
Łokomotiw Petersburg (ros. Футбольный клуб «Локомотив» Санкт-Петербург, Futbolnyj Kłub "Łokomotiw" Sankt-Pietierburg) – rosyjski klub piłkarski z siedzibą w Petersburgu.

## Historia
Chronologia nazw:
- 1936‑???: Łokomotiw Leningrad (ros. «Локомотив» Ленинград)
- 1992‑1993: Łokomotiw Petersburg (ros. «Локомотив» Санкт-Петербург)
- 1996‑1997: Łokomotiw-Saturn Petersburg (ros. «Локомотив-Сатурн» Санкт-Петербург)
- 1997‑...: Łokomotiw Petersburg (ros. «Локомотив» Санкт-Петербург)

Założony w 1936 jako Łokomotiw Leningrad.
W 1936 zespół występował w rozgrywkach Pucharu ZSRR.
W 1969 debiutował w Klasie B, grupie 8 Mistrzostw ZSRR, w której zajął przedostatnie miejsce. Potem na długo znika z rozgrywek profesjonalnych.
Dopiero w 1992 klub reaktywowano. W Mistrzostwach Rosji klub startował w Drugiej Lidze, w której występował cztery sezony.
W sierpniu 1996 odbyła się fuzja z klubem Saturn-1991 Sankt Petersburg. Klub przyjął nazwę Łokomotiw-Saturn Sankt Petersburg i zajął miejsce Saturna w Pierwszej Lidze. W listopadzie 1997 klub przywrócił nazwę Łokomotiw Sankt Petersburg.
W 2000 klub w Pierwszej Dywizji zajął ostatnie 20 miejsce i pożegnał się z rozgrywkami na szczeblu profesjonalnym.
W latach 2001–2005 klub występował w Amatorskiej Lidze.

## Sukcesy
- 13 miejsce w Klasie B ZSRR, grupie 8:

1969
- 1/64 finału Pucharu ZSRR:

1936
- 5 miejsce w Rosyjskiej Pierwszej Lidze:

1997
- 1/16 finału Pucharu Rosji:

2000